# Eloi Meulenberg

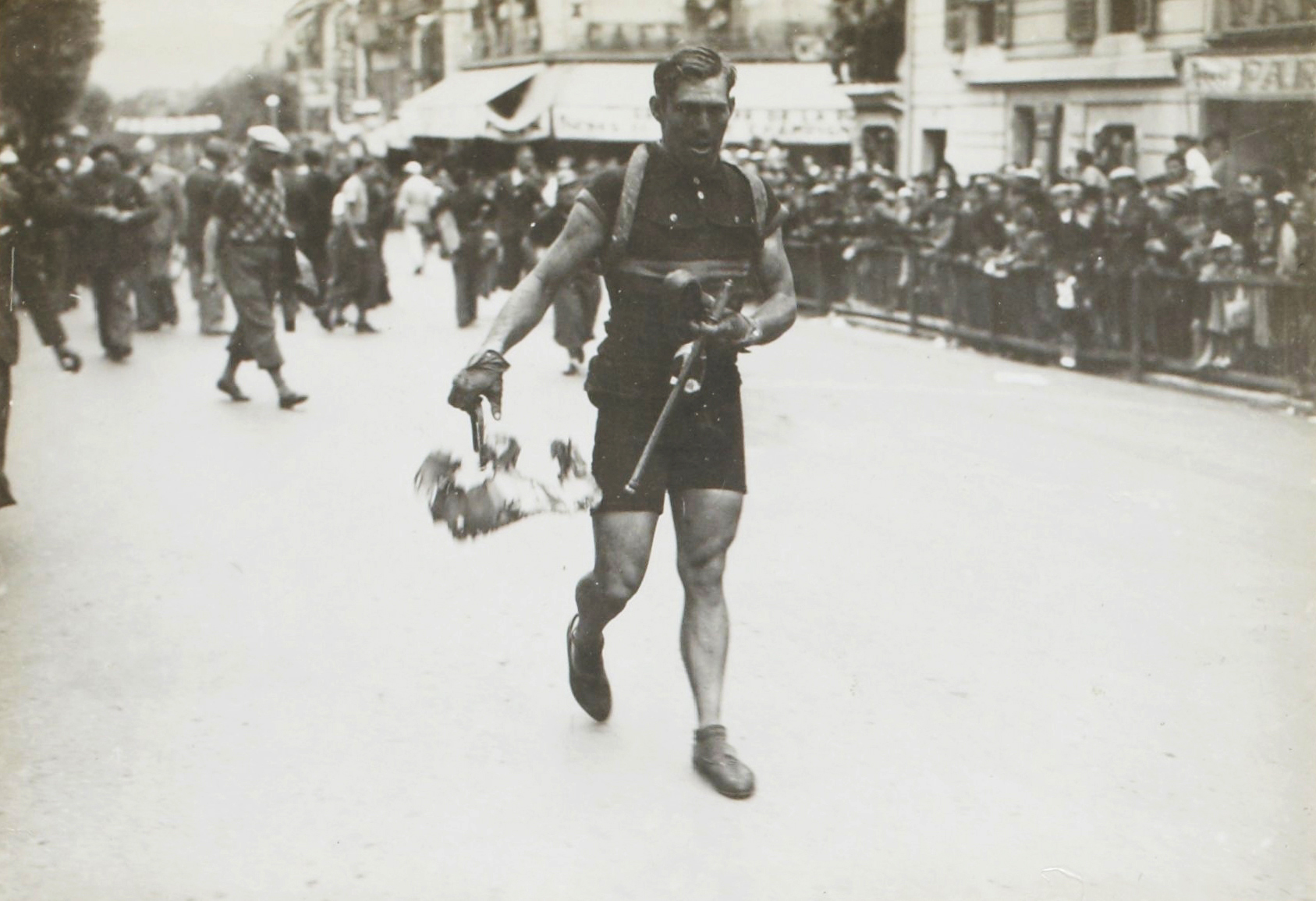
Eloi Meulenberg bei der Tour de France 1936

Eloi Meulenberg (* 22. September 1912 in Jumet; † 26. Februar 1989 ebenda) war ein belgischer Radrennfahrer. 
Zu seinen größten Erfolgen zählten der Titelgewinn bei den Straßenweltmeisterschaften 1937 der Profis in Kopenhagen, die Klassikersiege bei Paris–Brüssel und Lüttich–Bastogne–Lüttich. Außerdem war er neunfacher Etappensieger der Tour de France.

## Erfolge
1935
- Grand Prix de Fourmies

1936
- zwei Etappen Tour de France
- Paris–Brüssel

1937
- Lüttich–Bastogne–Lüttich
- vier Etappen Tour de France
- Weltmeister im Straßenrennen

1938
- drei Etappen Tour de France

1943
- Grote Scheldeprijs